# Фридрих VII фон Цоллерн
Фридрих VII фон Цоллерн (ум. после 6 октября 1309) — немецкий дворянин, граф фон Цоллерн (1298—1309).

## Биография
Старший сын графа Фридриха VI фон Цоллерна (1289—1298) от брака с Кунигундой (1265—1310), дочерью маркграфа Рудольфа I Баденского.
В 1298 году после смерти своего отца Фридрих VII унаследовал графский титул фон Цоллерна.
Скончался в 1309 году. После его смерти графство Цоллерн унаследовал его младший брат Фридрих VIII (1309—1333).
В 1298 году Фридрих фон Цоллерн женился на Евфимии (ум. 1333), дочери графа Альбрехта II фон Гогенберга-Ротенберга. Это брак был заключен при посредничества германского короля Рудольфа I Габсбурга, который положил конец многолетнему соперничеству между швабскими родами графов Цоллерн и Гогенберг.
Фридрих и Евфимия имели двух сыновей:
- Фрицли I (ум. 1313), герр фон Цоллерн
- Альбрехт (ум. 1320), женат на Гуте, дочери Ульриха VI фон Хельфенштейна